# Волчье логово
«Волчье логово», «Вольфсшанце», «Мауэрвальд» (нем. Wolfsschanze) — главная ставка фюрера (нем. Führerhauptquartier — FHQ) и командный комплекс Верховного командования вооружёнными силами Германии в лесу Гёрлиц (нем. Forst Görlitz) недалеко от города Растенбурга, Восточная Пруссия (ныне город Кентшин в Варминско-Мазурском воеводстве Польши).

## История
Комплекс «Вольфсшанце» использовался с 21 июня 1941 по 20 ноября 1944. За это время фюрер Германии Адольф Гитлер провёл здесь свыше 800 дней. Именно отсюда он руководил нападением на Советский Союз и боевыми действиями на Восточном фронте.
20 июля 1944 г. здесь было совершено неудачное покушение на Гитлера (см. Заговор 20 июля).
Как утверждает в своей книге «Падение Берлина» британский историк Энтони Бивор, Гитлер покинул ставку «Вольфсшанце» ещё 10 ноября 1944 года, уехав в Берлин, где ему сделали операцию на горле. 10 декабря Гитлер перебрался в другую засекреченную ставку, расположенную в лесном массиве неподалёку от Цигенберга, менее чем в сорока километрах от Франкфурта-на-Майне. Её кодовое наименование — Адлерхорст («Орлиное гнездо»).
«Вольфсшанце» была окончательно покинута немецкими войсками после подрыва бункеров 25 января 1945 в связи с выходом передовых частей Красной армии к Ангербургу (нынешнее Венгожево), в 15 км от ставки.
Расчистка немецких минных полей вокруг комплекса осуществлялась армией ПНР в два этапа с 1945 по 1956 гг.
В наши дни «Вольфсшанце» представляет собой музей, действующий круглый год. На территории комплекса установлен памятник участникам заговора 20 июля.

## Местоположение

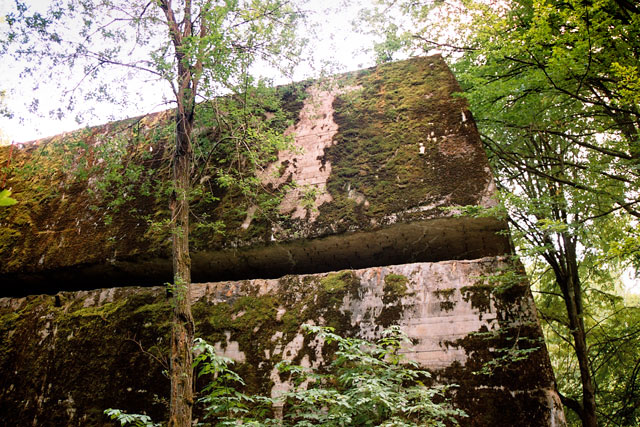
Для подрыва бункеров Гитлера потребовалось огромное количество взрывчатки. На фотографии последствия взрыва, которым оказалась сдвинута крыша из железобетона двухметровой толщины

Главная ставка фюрера «Вольфсшанце» представляла собой комплекс из более чем восьмидесяти бункеров и укреплённых строений посреди густого леса, расположенный на охраняемой площади 250 га и окружённый несколькими кольцами заграждений из колючей проволоки, минными полями, наблюдательными вышками, пулемётными и зенитными позициями. Потребности комплекса обеспечивались через находившийся поблизости небольшой аэродром Wilamowo и железнодорожную станцию. С Берлином его связывал прямой телефонный кабель.
Строительство ставки, осуществлявшееся «Организацией Тодта», началось в 1940 г. и продолжалось фактически до 1944 г. Её местоположение (среди Мазурских озёр и болот) было изначально выбрано с учётом относительной близости к советской границе, удалённости от крупных населённых пунктов и труднодоступности.

## Безопасность
Для того, чтобы избежать обнаружения с воздуха, использовались макеты деревьев и маскировочная сетка. Советское командование узнало о местоположении и размерах «Волчьего логова» только после того, как оно было обнаружено в ходе наступательной операции на Берлин в начале 1945 года. 

## Другие объекты
В этом же районе располагались другие командные пункты и штаб-квартиры высшего руководства нацистской Германии:
- штаб-квартира руководителя рейхсканцелярии обергруппенфюрера СС Ганса Ламмерса (кодовое наименование «Wendula»)
- штаб-квартира Главного командования сухопутных войск (кодовое наименование «Anna»),
- штаб-квартира Генриха Гиммлера (кодовое наименование «Hochwald»),
- штаб-квартира министра иностранных дел нацистской Германии Иоахима фон Риббентропа,
- штаб-квартира Главного командования ВВС (кодовое наименование «Robinson»),
- штаб-квартира Германа Геринга (кодовое наименование «Breitenheide»),